# مقاطعة كاتشبوال
مقاطعة كاتشوبال (بالإسبانية: Cachapoal Province)‏ هي واحدة من ثلاث مقاطعات في إقليم أوهيغينز. عاصمته مدينة رانكاغوا (عدد سكانها 214،344).